# Cabra del Santo Cristo
Cabra del Santo Cristo é um município da Espanha na província de Jaén, comunidade autónoma da Andaluzia, de área 186 km² com população de 2157 habitantes (2007) e densidade populacional de 11,6 hab./km².

## Demografia
| Variação demográfica do município entre 1991 e 2004 | Variação demográfica do município entre 1991 e 2004 | Variação demográfica do município entre 1991 e 2004 | Variação demográfica do município entre 1991 e 2004 |
| --------------------------------------------------- | --------------------------------------------------- | --------------------------------------------------- | --------------------------------------------------- |
| 1991                                                | 1996                                                | 2001                                                | 2004                                                |
| 2311                                                | 2280                                                | 2244                                                | 2240                                                |